# Кирцхи
Кирцхи (груз. კირცხი) — село в Грузии, на территории Чхороцкуского муниципалитета края (мхаре) Самегрело-Верхняя Сванетия.

## География
Село находится в западной части Грузии, к западу от реки Хобисцкали, на расстоянии приблизительно 5 километров (по прямой) к юго-западу от города Чхороцку, административного центра муниципалитета. Абсолютная высота — 205 метров над уровнем моря.

## Население
По результатам официальной переписи населения 2014 года в Кирцхи проживал 981 человек (481 мужчина и 500 женщин). В национальной структуре населения грузины составляли 99,9 %.
| Год  | Население, человек |
| ---- | ------------------ |
| 2002 | 1444               |
| 2014 | ↘ 981              |